# Dépositaire central
Un dépositaire central est un organisme où sont comptabilisés les titres, valeurs mobilières ou titres de créances négociables, détenus, en propre ou au nom de leurs clients, par les intermédiaires financiers que sont les banques et les courtiers.

## Définitions et principes de fonctionnement
Le dépôt par un investisseur des certificats représentatifs des titres auprès de son intermédiaire financier entraîne l'inscription de ces titres sur le compte de l'investisseur chez cet intermédiaire ; à son tour, le dépôt de ces titres chez le dépositaire central par l'intermédiaire entraîne une inscription sur son compte. On dit alors de ces certificats qu'ils sont immobilisés : le dépositaire central joue le rôle de coffre-fort (safekeeping). 
On compte généralement au moins un dépositaire central par pays (en anglais, Central Securities Depository, ou CSD), prenant en charge les opérations de la bourse locale, et quelquefois un second, spécialisé dans le marché de la dette nationale, comme aux États-Unis ou au Royaume-Uni ; il y a aussi deux dépositaires centraux internationaux (ICSD) : Euroclear et Clearstream.
Le dépositaire central appelle affilié l'intermédiaire ayant ouvert un compte chez lui. Ainsi, le transfert de titres par un client ayant un compte ouvert chez un tel intermédiaire au profit d'un autre client de ce même intermédiaire n'entraîne plus de mouvement physique de certificats, mais un mouvement d'écritures sur les deux comptes concernés.
Il en va de même pour un transfert au profit d'un client domicilié chez un autre intermédiaire, à condition que celui-ci soit lui aussi affilié du dépositaire central.
Une opération de dématérialisation des titres consiste à effectuer toute nouvelle émission sous une forme électronique : au lieu de matérialiser ses titres sous forme de papier, l'émetteur fait tenir le registre des titres émis par le dépositaire central.
Dans un régime de titres nominatifs purs, le registre est tenu par l'émetteur lui-même. C'est le dépositaire qui tient le compte des actionnaires.

## Histoire
Le premier dépositaire central est l'association viennoise de virements de titres, qui a initié le transfert par mouvement de compte à compte dès 1878.
Le principe a été repris par la Bank des Berliner Kassenverein AG dix ans plus tard, et celle-ci inspirera à son tour les bourses régionales allemandes qui, chacune, se créeront une institution comparable pour le dépôt de titre et leur transfert de compte à compte, sous le terme de Kassenverein. Leur fusion en 1989 donnera naissance au Deutscher Kassenverein AG (DKV), ancêtre de l'actuel Clearstream.
En France, c'est le Gouvernement de Vichy qui a institué, en 1942, le premier dépositaire central du pays, la Caisse Centrale des Dépôts et Virements de Titres (CCDVT). L'occupant allemand cherchait par là à connaître l'identité des actionnaires, tandis que Vichy cherchait à combattre la spéculation et à surveiller les prises de participations allemandes dans le capital des entreprises françaises. Une loi a rendu obligatoire le dépôt des titres auprès de la CCDVT et remplacé le transfert physique par des mouvements d'écriture.
La SICOVAM a remplacé la CCDVT en 1949, alors qu'une loi réintroduisait le caractère facultatif du dépôt. Les investisseurs s'étaient cependant habitués à la commodité du transfert de compte à compte et n'ont généralement pas saisi cette opportunité pour retirer leurs titres physiquement.
Aux États-Unis, il faudra attendre 1968 pour que soit créé le Central Certificate Service, un embryon de dépositaire central limité aux deux tiers des brokers de Wall Street et aux principales valeurs du marchés d'actions. Mais, profitant des progrès de l'informatique, le service de transfert de titres est d'emblée automatisé. 
La Depository Trust Corporation, institution comparable aux dépositaires centraux européens, voit le jour en 1973.
La dématérialisation des titres a été réalisée en France en 1984.

## Ségrégation des comptes et tirage sur la masse
A quelques exceptions près, le dépositaire central ne connaît pas les clients de l'intermédiaire qui possèdent les titres qu'il lui a déposés : Si Client C1 dépose 100 titres et Client C2 dépose 200 titres de la même valeur chez le même intermédiaire, celui-ci se voit inscrire 300 titres sur son compte ouvert chez le dépositaire central. On désigne l'intermédiaire jouant ce rôle de "conservateur" (en anglais custodian), ou « dépositaire local », quand on évoque un établissement à l'étranger.
Le dépositaire central ne connaît donc pas la décomposition par clients des 300 titres de cet exemple. Les législations ou réglementations nationales tendent cependant à obliger les conservateurs à faire inscrire leurs avoirs propres sur un compte spécial, de sorte qu'ils ne soient pas confondus avec les avoirs de leurs clients. Ce principe de ségrégation des comptes vise à protéger les intérêts des investisseurs : auparavant, ces titres pouvaient être mobilisés à leur insu, notamment pour garantir des opérations monétaires, les exposant ainsi à un risque de crédit de la contrepartie de leur intermédiaire. On appelle techniquement tirage sur la masse une livraison (fortuite ou abusive) de titres qui appartiennent en tout ou partie à des clients.

## Principaux dépositaires centraux
Depuis les années 2000, le secteur connaît une concentration soutenue et est dominé par trois dépositaires centraux :
- Euroclear, qui est présent en France, en Belgique, aux Pays-Bas, au Portugal, en Suède, en Finlande et, à travers CrestCo, au Royaume-Uni et en Irlande;
- Clearstream, présent en Allemagne et au Luxembourg ;
- Depository Trust & Clearing Corporation (en), le dépositaire américain.

Les dépositaires centraux européens se sont regroupés en une association professionnelle, ECSDA, en 1997, notamment pour peser dans les débats sur l'harmonisation des infrastructures de marché lancés par la Commission européenne.